# Vivi Bach
Vivi Bach właściwie: Vivi Bak; znana też jako: Vivienne Bach (ur. 3 września 1939 w Kopenhadze, zm. 22 kwietnia 2013 na Ibizie) – duńska piosenkarka, aktorka, prezenterka tv i pisarka.

## Życiorys
Vivi Bach już jako dziecko okazywała żywe zainteresowanie śpiewem i tańcem występując jako tańcząca gimnastyczka w lokalnym klubie jazzowym w Kopenhadze. Po ukończeniu szkoły otrzymała wykształcenie wokalne i teatralne. Występowała jako piosenkarka z lokalnym zespołem, dostała też pierwsze, niewielkie role teatralne, które jednak znalazły pozytywny oddźwięk w prasie.
W 1956 17-letnia wówczas Vivi Bach otrzymała swoją pierwszą rolę filmową. Po niej przyszły następne. Została też wcześnie zauważona przez filmowców niemieckich - w 1959 zadebiutowała w filmie niemieckim u boku Hansa-Joachima Kulenkampffa. Vivi Bach występowała głównie w lekkich filmach muzycznych z takimi aktorami jak: Peter Alexander, Rex Gildo, Bill Ramsey, Fred Bertelmann czy Gus Backus. W 1964 wystąpiła ww włoskim spaghetti-westernie Le Pistole non discutono (Die letzten Zwei vom Rio Bravo).
Już w 1960 Vivi Bach rozpoczęła swoją karierę jako niemiecka piosenkarka występując w duecie Rexem Gildo – w tym samym roku ukazał się jej pierwszy singiel, nagrany dla wytwórni Philips. Największym jej sukcesem okazał się singiel Hey Vivi – hey Gerhard z 1963, nagrany w duecie z Gerhardem Wendlandem, zawierający niemiecką wersję amerykańskiego hitu Hey Paula.
Niepowodzeniem zakończyła się natomiast próba Vivi Bach założenia własnego przedsiębiorstwa filmowego; wyprodukowała wprawdzie jeden film kryminalny, Das Geheimnis der roten Quaste ale poniósł on fiasko. Pozytywną stroną całego przedsięwzięcia okazało się natomiast spotkanie z austriackim aktorem Dietmarem Schönherrem, za którego Vivi Bach wyszła w 1965. Oboje wystąpili razem w 2 filmach: Ein Ferienbett mit 100 PS i Blonde Fracht für Sansibar. Małżeństwo z Schönherrem było już trzecim związkiem Vivi Bach – pierwszy raz wyszła za mąż za Austriaka Heinza Sebecka a za drugim - za duńskiego piosenkarza i aktora Otto Brandenburga.
Vivi Bach pojawiła się również u boku Schönherra w telewizji (serial sience fiction Raumpatrouille); rozpoczęła też karierę jako prezenterka tv (m.in. jej show Wünsch Dir was w którym wystąpiła jako „duńska Bardot“ należał do ulubionych programów ówczesnych Niemczech. Sukcesem okazał się też serial rozrywkowy Luftsprünge z 1969, w którym Vivi Bach wystąpiła razem z Luisem Trenkerem i Tonim Sailerem.
W 1973 Vivi Bach wyprodukowała dla WDR show pt. Vivat Vivi, w którym pokazała swoje wszechstronne umiejętności aktorskie; był to jednak już jej ostatni sukces artystyczny. W 1976 nagrała swoją ostatnią płytę (raz jeszcze w duecie z Dietmarem Schönherrem) po czym wycofała się z życia artystycznego i poświęciła się życiu prywatnemu.
Chociaż urodzona w Danii przeszła Vivi Bach do historii jako aktorka niemiecka. Wystąpiła w ponad 40 filmach, w tym 38 niemieckich. Znana była też jako malarka oraz autorka i ilustratorka książek dla dzieci. Angażowała się w różne inicjatywy społeczne. 
Mieszkała razem z Dietmarem Schönherrem na Ibizie. Zmarła 22 kwietnia 2013 roku na skutek zatrzymania krążenia w wieku 73 lat.

## Filmografia
- 1958 Pigen og vandpytten (film duński)
- 1958 Seksdagesløbet (film duński)
- 1958 Krudt og klunker (film duński)
- 1959 Soldaterkammerater rykker du (film duński)
- 1959 Immer die Mädchen
- 1959 Uns kann keiner
- 1959 Pigen i søgelyset (film duński)
- 1959 Gitarren klingen leise durch die Nacht
- 1960 Schlagerparade
- 1960 Wir wollen niemals auseinandergehen
- 1960 Schlager-Raketen
- 1960 Kriminaltango
- 1961 Die Abenteuer des Grafen Bobby
- 1961 Schlagerparade 1961
- 1961 Am Sonntag will mein Süßer mit mir segeln gehen
- 1961 So liebt und küsst man in Tirol
- 1961 Unsere tollen Tanten
- 1961 ... und du, mein Schatz, bleibst hier
- 1962 Die Post geht ab
- 1962 Wenn die Musik spielt am Wörthersee
- 1962 Verrückt und zugenäht
- 1962 Der verkaufte Großvater
- 1962 Unsere tollen Nichten
- 1963 Dronningens vagtmester
- 1963 Das Rätsel der roten Quaste
- 1963 Denn die Musik und die Liebe in Tirol
- 1963 Todestrommeln am großen Fluß
- 1964 Holiday in St. Tropez
- 1964 Die letzten Zwei vom Rio Bravo
- 1965 Blonde Fracht für Sansibar
- 1965 Tausend Takte Übermut
- 1965 Ein Ferienbett mit 100 PS
- 1965 Amore all’italiana
- 1966 Der Mann mit den 1000 Masken
- 1966 Pfeiffen, Betten, Turteltauben
- 1966 Raumpatrouille Teil V: Kampf um die Sonne
- 1967 Elsk din næste () (film duński)
- 1967 Operation Taifun
- 1967 Vergiß nicht deine Frau zu küssen
- 1967 Herrliche Zeiten im Spessart
- 1967 Nyhavns glade gutter - (Onkel Joakims hemmelighed) (film duński)
- 1967 Laß die Finger von der Puppe
- 1968 Geheimauftrag K
- 1968 Det er så synd for farmand (film duński)
- 1969 April – April
- 1969 Liebesspiel im Schnee
- 1969 Ein Tag ist schöner als der andere
- 1974 Nimm’ leicht

## Dyskografia

### Single
- 1960 Singen – Swingen / Die Cowboys von der Silver-Ranch (z Rexem Gildo)
- 1960 Alle Männer sind Räuber / Mi scusi, mi scusi, Signor
- 1961 Voulez-vous Monsieur / Playboy
- 1961 In Ko-Ko-Kopenhagen / Tu was du willst
- 1962 Ein kleines Indianergirl / Sieben süße Küsse
- 1962 Wenn die Musik spielt am Wörthersee / Das süße Leben
- 1962 Wo ist der Mann mit dem Bart / Da kam ein junger Mann
- 1963 Hey Vivi – Hey Gerhard / Kleines Haus (z Gerhardem Wendlandem)
- 1963 King-Hully-Gully / Die Musik und die Liebe
- 1963 Ja, wenn der Mondschein nicht wär / Tivoli-Twist
- 1964 Sole, Sole, Sole / Nachts sind Küsse noch einmal so (z Dietmarem Schönherrem)
- 1964 Let’s Shake / Dreamy Boy
- 1965 Hey Boy / Jeder nennt mich Baby
- 1965 Snib Snab Snob / Leg die Pistole weg
- 1965 Bei mir beißen nicht nur kleine Fische / Zähl die Stunden (z Dietmarem Schönherrem)

### Albumy (wybór)
- 1968 Berühmte Eltern erzählen Märchen (LP)
- 1968 Du und ich (Cornet, LP, z Dietmarem Schönherrem)
- 1969 Summ, summ, summ (LP)
- 1971 Keep Swinging (LP)
- 1975 Lieder für die Frau um die 30 (LP)
- 2006 Jugendsünden (CD)